# Gustav Neuring

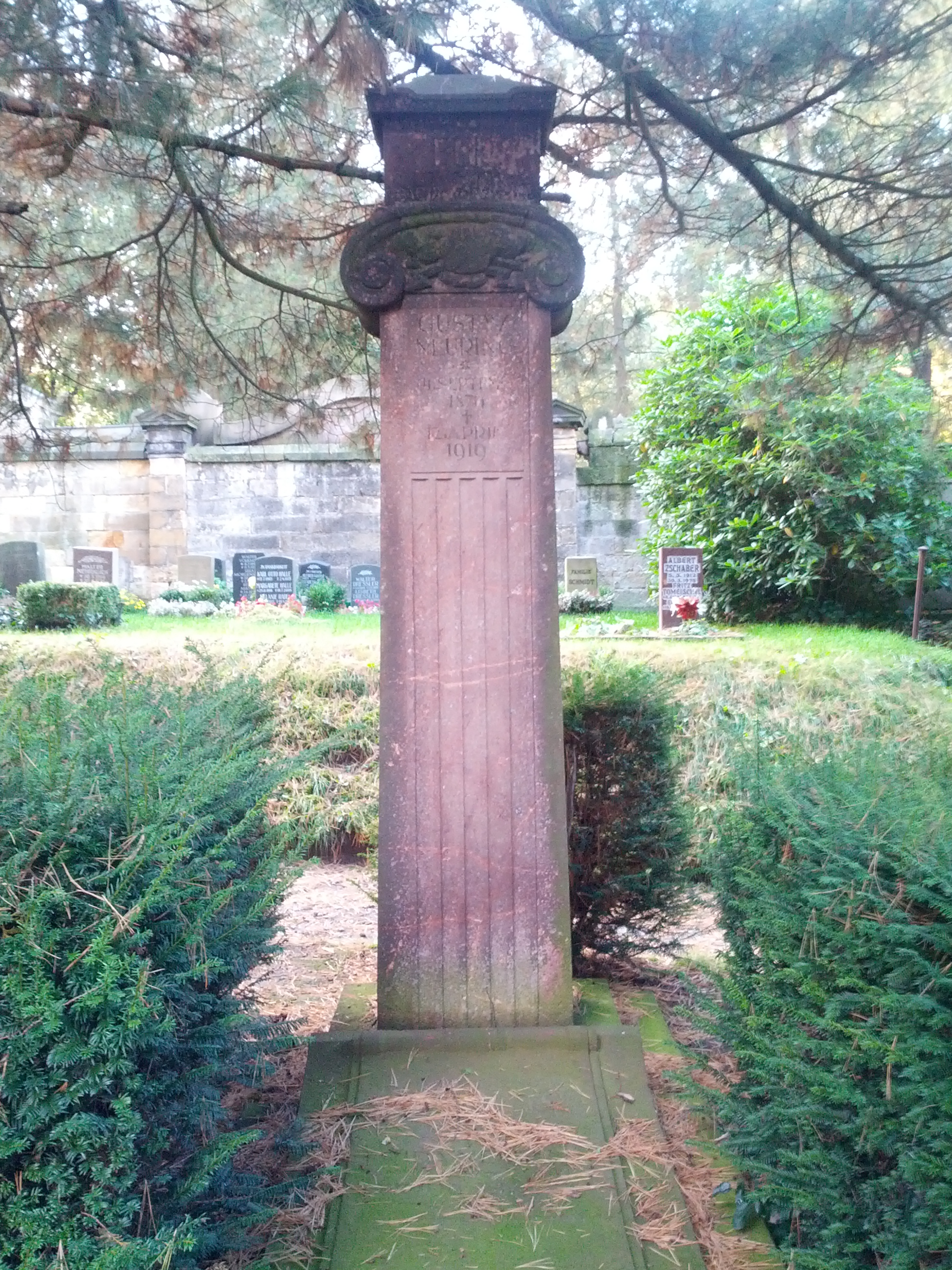
Gustav Neurings Grabmal auf Urnenhain Tolkewitz

Gustav Neuring (* 14. September 1879 in Harburg; † 12. April 1919 in Dresden) war ein deutscher Politiker. 

## Leben
Neuring gehörte der SPD an und war 15 Jahre lang Gewerkschaftsmitglied. Nach der Novemberrevolution von 1918 wurde er zuerst Vorsitzender des Arbeiter- und Soldatenrates, dann Volksbeauftragter und schließlich Minister für Militärwesen. Er war damit beauftragt, ein Volksheer zu organisieren. Im März 1919 stellte er in Zusammenarbeit mit dem Bund aktiver Unteroffiziere der alten Armee das „Regiment Ordnung“ auf, das in Pirna bei der gewaltsamen Auflösung der Arbeiter- und Soldatenräte eingesetzt wurde.
Nachdem Kriegsbeschädigte und Verwundete der Dresdner Lazarette gehört hatten, dass ihre Pensionen gekürzt werden sollten, stürzten sie ihn am 12. April von der Brücke vor seinem Ministerium in die Elbe und erschossen ihn, als er an Land schwimmen wollte. Einen Tag später wurde der Belagerungszustand ausgerufen. Vierzehn Tage nach dem Lynchmord trat Bruno Kirchhof Neurings Nachfolge an.
Neurings Grab befindet sich auf dem Urnenhain Tolkewitz in Dresden.